# Poltavka, Pervomaisk
Poltavka (în ucraineană Полтавка) este localitatea de reședință a comunei Poltavka din raionul Pervomaisk, regiunea Mîkolaiiv, Ucraina.

## Demografie
Componența lingvistică a localității Poltavka
     Ucraineană (95,56%)
     Rusă (2,22%)
     Română (2,04%)
Conform recensământului din 2001, majoritatea populației localității Poltavka era vorbitoare de ucraineană (95,56%), existând în minoritate și vorbitori de rusă (2,22%) și română (2,04%).